# کیم جونگ-پیل
کیم جونگ-پیل (انگلیسی: Kim Jong-pil; زاده ۷ ژانویهٔ ۱۹۲۶ – درگذشته ۲۳ ژوئن ۲۰۱۸) سیاستمدار، و روزنامه‌نگار اهل کره جنوبی بود. وی دو بار از ۴ ژوئن ۱۹۷۱ تا ۱۸ دسامبر ۱۹۷۵ و سپس از ۳ مارس ۱۹۹۸ تا ۱۲ ژانویه ۲۰۰۰ نخست‌وزیر این کشور بود.
کیم جونگ-پیل در ۲۳ ژوئن ۲۰۱۸، در سن ۹۲ سالگی درگذشت.